# À Nashville
Albums de Sylvie Vartan
Twiste et chante
(1963) Gift Wrapped from Paris
(1965)
À Nashville est le 3e album de Sylvie Vartan. Il est sorti en LP 33 tours en 1964.

## Liste des titres
LP RCA Victor 430.154
| 1. | Si je chante (My Whole World Is Falling Down) |  |
| 2. | Love Has Laid His Hands on Me                 |  |
| 3. | Ne l'imite pas (The Monkey Time)              |  |
| 4. | Since You Don't Care                          |  |
| 5. | Un air de fête                                |  |
| 6. | Te voici (Meanwoman Blues)                    |  |

| 1. | La plus belle pour aller danser        |  |
| 2. | I Wish You Well                        |  |
| 3. | Dum Di La (He Understands Me)          |  |
| 4. | Fini de pleurer                        |  |
| 5. | Car tu t'en vas (Since You Don't Care) |  |
| 6. | La, La, La                             |  |